# République socialiste soviétique de Galicie
15 juillet 1920 – 21 septembre 1920
Entités précédentes :
- République populaire d'Ukraine occidentale
- Deuxième république de Pologne

Entités suivantes :
- Deuxième république de Pologne

La république socialiste soviétique de Galicie a été un État éphémère, qui s’est formé dans la région de Galicie (Europe centrale) le 8 mai 1920 et a été dissous le 21 septembre 1920, pendant la guerre soviéto-polonaise.

## Présentation
La république socialiste soviétique de Galicie a été créée et dirigée par le Comité révolutionnaire de Galicie (Halrevkom), un gouvernement provisoire créé sous le patronage de la RSFS de Russie. Sa capitale était à Ternopil, avec Volodymyr Zatonsky comme président. Les langues nationales étaient l’ukrainien, le polonais et le yiddish.
Le 21 septembre 1920, la Pologne a réoccupé le territoire de la république, qui a été dissoute.